# Gepulstes Plasmatriebwerk
Gepulste Plasmatriebwerke oder gepulste magnetoplasmadynamische Triebwerke (englisch Pulsed Plasma Thruster; PPT), im deutschsprachigen Raum auch als instationäre magnetoplasmadynamische Antriebe (iMPD) bekannt, gehören zu den elektrischen Raumfahrtantrieben und werden auf Satelliten meist zur Lage- und Bahnregelung eingesetzt. Auf Grund ihrer Funktionsweise gehören sie zur Gruppe der elektromagnetischen Antriebe.
PPT wurden erstmals 1964 auf der sowjetischen Raumsonde Sond 2 erfolgreich eingesetzt und gelten damit als die ältesten elektrischen Raumfahrtantriebe im Weltall. Seither wurden sie mehrfach für Satellitenmissionen eingesetzt, vor allem in den USA, aber auch in Japan und China.

## Aufbau

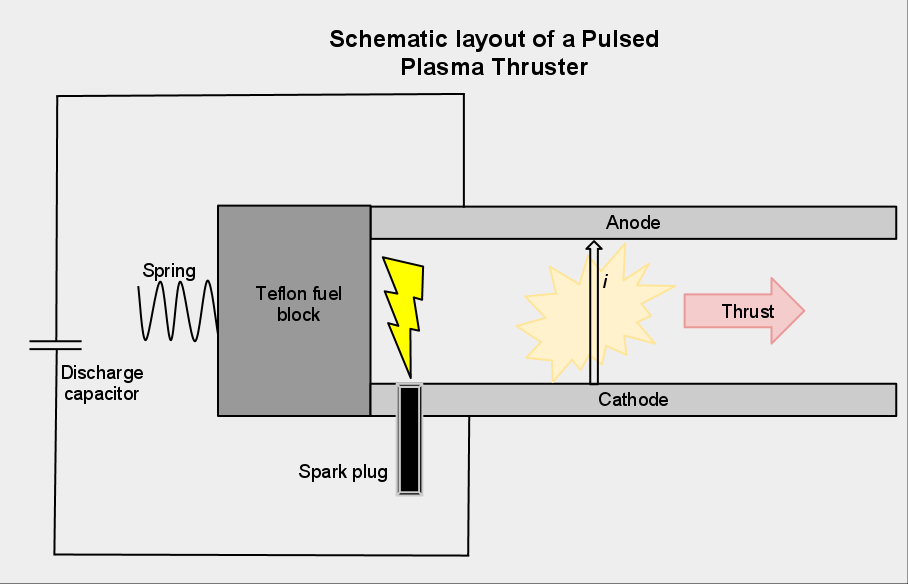
Schematische Darstellung

Ein iMPD-Triebwerk besteht aus vier Hauptkomponenten:
1. Kondensator zur Energiespeicherung
2. Metallischen Elektroden zu physischen Etablierung des Kondensatorpotentials
3. Treibstoff
4. Zündvorrichtung, z. B. eine handelsübliche Zündkerze

In der Vergangenheit wurden sowohl parallele als auch koaxiale Elektrodenkonfigurationen untersucht. In beiden Fällen wird der Treibstoff zwischen den Elektroden zugeführt. Für die meisten Entwicklungen wird PTFE verwendet, aber auch alternative Treibstoffe wie z. B. Wasser werden untersucht.

## Funktionsprinzip
Der verwendete Kondensator wird mit einer Betriebsspannung (bis zu mehreren kV) aufgeladen. Die Zündung erfolgt dann per Zündvorrichtung. Dabei wird der Schwingkreis bestehend aus Kondensator, Elektroden und Treibstoff geschlossen und es bildet sich eine Lichtbogenentladung entlang der Oberfläche des Treibstoffs. Durch den hohen Entladungsstrom von mehreren kA  wird ein Teil des Treibstoffs ablatiert, dissoziiert und ionisiert. Dabei entstehen Ladungsträger zwischen den Elektroden. Der sich zeitlich verändernde Entladungsstrom erzeugt ein starkes Magnetfeld. Durch Interaktion dieses Feldes mit den Ladungsträgern kommt es zu einer Beschleunigung durch die Lorentzkraft. Die Ladungsträger werden somit aus dem Elektrodenzwischenraum beschleunigt und erzeugen Schub. Die dabei erreichten Geschwindigkeiten der Ladungsträger liegen im Bereich von mehreren 10 km/s. Da die Energie des Kondensators begrenzt ist, klingt die Schwingung im Stromkreis schnell ab, so dass nach etwa 10–20 μs der Lichtbogen zusammenbricht und der Schubpuls beendet ist. Typische erreichte Impulse liegen bei einigen 100 μNs.

## Technische Realisierungen
Forschung und Entwicklung von PPT weltweit konzentriert sich vor allem auf Russland, die USA, Europa, Japan und China, aber Entwicklungen auch in Südkorea, Argentinien, dem Iran und der Türkei wurden beobachtet. Neben Sond 2 wurden PPT auf mehreren anderen Satellitenmissionen erfolgreich eingesetzt.

## Weiterführende Literatur
- Monika Auweter-Kurtz: Lichtbogenantriebe für Weltraumaufgaben. B.G. Teubner, Stuttgart 1992, ISBN 978-3519061397.
- Robert G. Jahn: Physics of Electric Propulsion. Dover Publications, Inc., Mineola, NY, USA 2006, ISBN 0-486-45040-6.